# Сытинка (Пензенская область)
Сы́тинка — село в Лунинском районе Пензенской области. Административный центр Сытинского сельсовета.

## География
Село находится в северной части Пензенской области, на расстоянии примерно 20 км (по прямой) к северо-западу от Лунино, административного центра района.

### Часовой пояс
Село Сытинка, как и вся Пензенская область, находится в часовой зоне МСК (московское время). Смещение применяемого времени относительно UTC составляет +3:00.

## Население
| 1747 | 1762 | 1782 | 1864 | 1910 | 1926  | 1930 |
| ---- | ---- | ---- | ---- | ---- | ----- | ---- |
| 354  | ↘314 | ↗431 | ↘372 | ↗778 | ↗1055 | ↘830 |
| 1959 | 1979 | 1989 | 1996 | 2002 | 2010  |      |
| ↘770 | ↘751 | ↘588 | ↘571 | ↘546 | ↘431  |      |

### Национальный состав
Согласно результатам переписи 2002 года, в национальной структуре населения русские составляли 91 % из 546 чел.